# 池ノ上俊一
池ノ上 俊一（いけのうえ しゅんいち、1967年2月16日 - ）は、鹿児島県出身の元サッカー選手、サッカー指導者。

## 来歴
現役時代はMF（攻撃的MF）としてプレー。1989年に松下電器産業サッカー部に入部。横山兼三監督時代の1988年から1989年には日本代表に選出されて国際BおよびCマッチ13試合に出場したが、Aマッチ出場はない。Jリーグ開幕後は横浜フリューゲルス、ジャパンフットボールリーグの鳥栖フューチャーズに在籍した。
引退後は小学生から高校生までの育成年代の指導にあたる。鹿児島城西高校を経て、アミーゴス鹿児島U-18監督を務めた。
2016年1月にV・ファーレン長崎のクラブアドバイザーに就任。同年4月より長崎の運営会社である株式会社V・ファーレン長崎の代表取締役社長に就任した。2016年度決算で3年ぶりの赤字となる1億4000万円の赤字見通しを示し、経営不振による引責が一因としたほか、運営費の使途を巡り、Jリーグの外部監査を受けている事が判明した。
2017年、池ノ上がV・ファーレン長崎のクラブハウス内に設置した接骨院が不正会計を行っていたことが発覚し、廃院となった。

## 所属クラブ
- 1982年 - 1984年 鹿児島市立鹿児島商業高校
- 1985年 - 1988年 大阪商業大学
- 1989年 - 1990年 松下電器
- 1990年 - 1993年 全日空サッカークラブ/横浜フリューゲルス
- 1994年 - 1995年 PJMフューチャーズ/鳥栖フューチャーズ

## 個人成績
| 国内大会個人成績 | 国内大会個人成績 | 国内大会個人成績 | 国内大会個人成績 | 国内大会個人成績 | 国内大会個人成績 | 国内大会個人成績 | 国内大会個人成績 | 国内大会個人成績 | 国内大会個人成績 | 国内大会個人成績 | 国内大会個人成績 |
| 年度             | クラブ           | 背番号           | リーグ           | リーグ戦         | リーグ戦         | リーグ杯         | リーグ杯         | オープン杯       | オープン杯       | 期間通算         | 期間通算         |
| 年度             | クラブ           | 背番号           | リーグ           | 出場             | 得点             | 出場             | 得点             | 出場             | 得点             | 出場             | 得点             |
| 日本             | 日本             | 日本             | 日本             | リーグ戦         | リーグ戦         | JSL杯/ナビスコ杯 | JSL杯/ナビスコ杯 | 天皇杯           | 天皇杯           | 期間通算         | 期間通算         |
| ---------------- | ---------------- | ---------------- | ---------------- | ---------------- | ---------------- | ---------------- | ---------------- | ---------------- | ---------------- | ---------------- | ---------------- |
| 1989-90          | 松下             | 20               | JSL1部           | 14               | 2                | 0                | 0                |                  |                  |                  |                  |
| 1990-91          | 全日空           | 29               | JSL1部           | 14               | 1                | 4                | 0                |                  |                  |                  |                  |
| 1991-92          | 全日空           | 29               | JSL1部           | 18               | 2                | 1                | 0                |                  |                  |                  |                  |
| 1992             | 横浜F            | -                | J                | -                | -                | 9                | 2                |                  |                  |                  |                  |
| 1993             | 横浜F            | -                | J                | 1                | 0                | 0                | 0                | 0                | 0                | 1                | 0                |
| 1994             | PJM              | 14               | 旧JFL            | 14               | 0                | -                | -                | 1                | 0                | 15               | 0                |
| 1995             | 鳥栖F            | 7                | 旧JFL            | 11               | 2                | -                | -                | 0                | 0                | 11               | 2                |
| 通算             | 日本             | 日本             | J                | 1                | 0                | 9                | 2                |                  |                  |                  |                  |
| 通算             | 日本             | 日本             | JSL1部           | 46               | 5                | 5                | 0                |                  |                  |                  |                  |
| 通算             | 日本             | 日本             | 旧JFL            | 25               | 2                | -                | -                | 1                | 0                | 26               | 2                |
| 総通算           | 総通算           | 総通算           | 総通算           | 72               | 7                | 14               | 2                |                  |                  |                  |                  |

その他の公式戦
- 1990年
  - コニカカップ 5試合1得点
- 1991年
  - コニカカップ 2試合0得点

## 経歴
- 日本代表初出場：1988年6月26日 対MSVミュンヘン（西ドイツ）戦（ミュンヘン）
- 日本代表初得点：1988年7月2日 対SVザルツブルク（オーストリア）戦（不明）
- Jリーグ初出場：1993年8月28日 対ガンバ大阪戦（万博記念競技場）
- JSL（1部）初出場：1989年10月7日 対ヤンマーディーゼル戦（長居陸上競技場）
- JSL（1部）初得点：1989年10月22日 対読売クラブ戦（新潟市営陸上競技場）

## 指導歴
- 鹿児島城西高等学校：コーチ
- 2005年- アミーゴス鹿児島：U-18監督